# صلاح حسني
صلاح حسني (? - توفي 9 أغسطس 2024)، هو لاعب كرة قدم ومدير كروي مصري، نجم الأهلي والمدير التنفيذي السابق لاتحاد الكرة، وهو والد الفنان أحمد صلاح حسني.

## حياته
بدأ صلاح حسنى مسيرته مع كرة القدم بمدرسة النقراشي، والتحق بناشئي الأهلي في سن 14 سنة ولعب مع الفريق الأول حتى سن 24 سنة، ثم اعتزل الكرة بعد إصابته بوتر إكيلس.
تولى منصب مدير الكرة بـ الأهلي وبعدها أصبح مديرًا تنفيذيًا لاتحاد الكرة، وابتعد عن كرة القدم في 2010 بعد تقديم استقالته.